# Asà
Segons la Bíblia, Asà (en hebreu אסא בן-אבים Asa ben Aviyam) va ser el tercer Rei de Judà. Va regnar 41 anys entre 911-870 a.n.e. segons la cronologia tradicional, o entre 978-937 a.n.e. segons la cronologia bíblica.

## Successos destacats
Asà es va posar de part de l'adoració de Jehovà i va perseguir i destruir qualsevol tipus d'adoració pagana.
Un rei etíop anomenat Zèrah va atacar Judà amb un exèrcit d'un milió de guerrers. Tot i que els efectius de les forces enemigues eren molt superiors, Asà va guanyar la batalla.
Al quinzè any de la governació d'Asà, una important quantitat de persones del regne septentrional d'Israel van abandonar aquesta regió per unir-se a una multitud congregada a Jerusalem, on van decidir entrar en un pacte que manifestava la seva determinació d'adorar Jehovà.
A l'última part del seu regnat, Asà va prendre els tresors del temple i els de la casa reial, i els va enviar com a suborn al rei Ben-Hadad I de Síria, pare de Ben Hadad II, per tal d'induir-lo a atacar la frontera nord d'Israel i d'aquesta manera distreure l'atenció del seu rei, Baixà. Ben-Hadad I va acceptar, i la seva incursió en les ciutats del nord d'Israel va interrompre l'obra de construcció de Baixà a la ciutat de Ramà i va forçar la retirada de les seves tropes. Asà llavors va reclutar tota la mà d'obra disponible en el Regne de Judà i es va emportar la totalitat de l'abastament de materials de construcció de Baixà, que va usar per edificar algunes ciutats seves.

## Final del regnat
Els tres anys finals d'Asà van ser dolorosos per causa d'una malaltia dels peus (potser gota). A la seva mort, se li va donar un enterrament honorable en la tomba que ell mateix s'havia preparat a Jerusalem. El seu fill Josafat el va succeir.